# Liste der kanadischen Botschafter in der Türkei
Die kanadische Botschaft befindet sich in Ankara.
Der Botschafter in Ankara ist regelmäßig auch in Baku (Aserbaidschan), Tiflis (Georgien) und Aşgabat (Turkmenistan) akkreditiert.
| Ernannt       | Akkreditiert  | Name                         | Bemerkungen | Regierung von Kanada        | Regierung der Türkei   | Posten verlassen |
| ------------- | ------------- | ---------------------------- | --- | --------------------------- | ---------------------- | ---------------- |
| 7. Juli 1947  | 26. Nov. 1947 | Victor Odlum                 | | William Lyon Mackenzie King | Hasan Saka             |                  |
| 29. Juni 1952 | 30. Dez. 1952 | Herbert Owen Moran           | 23. Februar 1966–1972 Botschafter in Tokio, Herbert Owen Moran | Louis Saint-Laurent         | Adnan Menderes         | 22. Mai 1957     |
| 22. Mai 1957  |               | Gilbert Craig Langille       | Geschäftsträger (* 8. Februar 1918; † 12. März 1975 in San José (Costa Rica)) | John Diefenbaker            | Adnan Menderes         | 3. März 1958     |
| 23. Nov. 1957 | 3. März 1958  | Evan Benjamin Rogers         | (* 3. August 1911 in Vernon, B.C., Canada) Sohn von R. H.Rogers und Anna E. Praser studierte an der Dalhousle University, B.A., 1943 Geschäftsträger in Rio de Janeiro, 1963 Botschafter in Madrid, 1974: Botschafter in Rabat. | John Diefenbaker            | Adnan Menderes         | 16. Sep. 1960    |
| 28. Feb. 1961 |               | Paul Augustus Bridle         | | John Diefenbaker            | Emin Fahrettin Özdilek | 2. Juni 1962     |
| 11. Okt. 1962 | 7. Dez. 1962  | Bruce MacGillivray Williams  | 1962: concurrently Ambassador Extraordinary and Plenipotentiary of Canada to Togo, Ivory Coast, Upper Volta and Guinea, 1972: Botschafter in Katmandu                                                                           | John Diefenbaker            | İsmet İnönü            | 18. Mai 1964     |
| 23. Apr. 1964 | 7. Juni 1964  | Jean-Louis Délisle           | 1953 – 07\|1954: Canadian Consulate-General, Boston | Lester Pearson              | İsmet İnönü            | 28. Juni 1967    |
| 17. Feb. 1967 | 12. Sep. 1967 | Klaus Goldschlag             | | Lester Pearson              | Suad Hayri Ürgüplü     | 15. Feb. 1971    |
| 8. Juli 1971  | 14. Sep. 1971 | Gerald Francis George Hughes | (* 10. März 1919) Sohn von Catherine May Bellinger und Samuel George Hughes. Heiratete Mary Wade | Pierre Trudeau              | Nihat Erim             | 12. Juli 1974    |
| 10. Juni 1974 | 11. Sep. 1974 | Kenneth Bryce Williamson     | (* 1. November 1922 in Winnipeg, Man.) Sohn von Susan und Kenneth Williamson. graduated from the University of Manitoba, B.A.                                                                                                   | Pierre Trudeau              | Mustafa Bülent Ecevit  | 3. Okt. 1977     |
| 6. Okt. 1977  | 12. Dez. 1977 | Charles Jordan Marshall      | (* 1929 in Windsor Ontario) 1983: Botschafter in Islamabad | Pierre Trudeau              | Süleyman Demirel       | Juli 1980        |
| 10. Juli 1980 | 24. Okt. 1980 | Daniel Georges Marc Baudouin | | Pierre Trudeau              | Bülent Ulusu           | 19. Sep. 1983    |
| 13. Okt. 1983 |               | Gilles Mathieu               | Geschäftsträger, 1972: Botschafter in Abidjan | Pierre Trudeau              | Turgut Özal            | 15. Juli 1986    |
| 16. Juli 1986 |               | George T. Jacoby             | 18 Januar, 2002: Geschäftsträger in Tripolis | Brian Mulroney              | Turgut Özal            | 29. Apr. 1987    |
| 26. März 1987 |               | Terrence Bernard Sheehan     | [ 3 ] | Brian Mulroney              | Turgut Özal            | 9. Dez. 1989     |
| 1. Feb. 1990  | 6. März 1990  | Paul André Lapointe          | [ 4 ] | Brian Mulroney              | Yıldırım Akbulut       | 1993             |
| 9. Aug. 1993  |               | Peter Julian Arthur Hancock  | [ 5 ] | Kim Campbell                | Tansu Çiller           |                  |
| 1996          |               | Michael T. Mace              | [ 6 ] | Jean Chrétien               | Necmettin Erbakan      |                  |
| 11. Aug. 1999 |               | Jean-Marc Duval              | [ 7 ] | Jean Chrétien               | Bülent Ecevit          | Juli 2002        |
| 2. Juli 2002  | 11. Okt. 2002 | Michael Leir                 | [ 8 ] | Jean Chrétien               | Abdullah Gül           | 30. Juli 2005    |
| 2. Aug. 2005  |               | Yves Brodeur                 | (* 1953 in Montréal) | Paul Martin                 | Recep Tayyip Erdoğan   |                  |
| 22. Juli 2008 |               | Mark Bailey                  | [ 10 ] | Stephen Harper              | Recep Tayyip Erdoğan   |                  |
| 21. Dez. 2011 | 10. Feb. 2012 | John T. Holmes               | 15. Juli 2003 – 2006: Botschafter in Amman, 21. Sep 2006: Botschafter in Jakarta gleichzeitig in Timor-Leste, 9. Februar 2009: first ambassador to the ASEAN.                                                                   | Stephen Harper              | Recep Tayyip Erdoğan   | 10. Feb. 2012    |